# Piotr Kreczetnikow
Piotr Nikitycz Kreczetnikow (ros. Петр Никитич Кречетников, ur. 1727, zm. ok. 1800), generał-major rosyjski, dowódca korpusu interwencyjnego tłumiącego konfederację barską.
Był starszym bratem Michaiła Kreczetnikowa.
W 1764 mianowany pułkownikiem. W 1769 wkroczył na czele korpusu wojsk rosyjskich w granice Rzeczypospolitej. Jako dowódca dopuścił się wielu nadużyć przy konfiskacie majątków konfederatów i był oskarżony o malwersacje finansowe przy zaopatrzeniu wojsk. W 1771 został odwołany do Jarosławia. W latach 1771–1775 był gubernatorem astrachańskim.
W 1768 odznaczony Orderem Orła Białego.